# Dschahannam

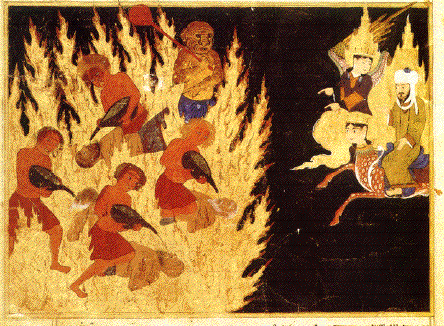
Islamische Darstellung der Hölle

Dschahannam (arabisch جهنم, DMG ǧahannam) ist im Islam einer der Namen für die Hölle. Das arabische Wort ist vom hebräischen Gehinnom abgeleitet. Der Gegenbegriff ist Dschanna (Paradies). Die Dschahannam dient als Ort der Bestrafung in der islamischen Eschatologie. Für die Hölle gibt es im Koran zahlreiche Bezeichnungen. Dschahannam erscheint an 109 Stellen, nimmt jedoch bezüglich Häufigkeit nur den zweiten Platz ein. Am häufigsten – etwa 125 Mal – erscheint „Feuer“ (nār / نار, z. B. Sure 4:56). Weitere Namen sind saʿīr „glühendes Feuer“ (4, 10), al-ḥuṭama „der Zermalmer“ (Sure 104, 4), lazā „loderndes Feuer“ (Sure 70:15), saqar „extreme Hitze“ (Sure 54:48), al-dschaḥīm (Sure 5:10), wie „Dschahannam“ aus dem hebräischen Gehinnom abgeleitet, und hāwiya „Grube“ (Sure 101:9).
Die Hölle ist als feuriger Abgrund unter einer schmalen Brücke namens as-Sirāt gedacht, die in den Himmel führt. Alle Seelen der Toten müssen über diese Brücke gehen, lediglich die Verdammten fallen ins Feuer, wenn sie nicht durch die Gnade Allahs erlöst werden. Wie auch bei der christlichen Hölle ist die islamische Dschahannam vom Höllenfeuer geprägt. Die Tore der Dschahannam werden von Malik bewacht, dem 19 Engel untergeordnet sind. Zudem enthält der Koran eine Vorstellung von der Hölle als eine Art Tier, das aufheult und in Wallung gerät (vgl. Sure 67:7), und das vor Wut platzen und herbeigeschafft werden kann (vgl. Sure 89:23). Ähnlich dem Fegefeuer soll auch in der Dschahannam eine Möglichkeit bestehen, zwischen dem Ableben und dem allgemeinen Tag der Auferstehung (yaum al-qiyama) noch von Sünden gereinigt zu werden und durch die Gnade Allahs doch noch in die Dschanna, das Paradies, einzuziehen.

## Traditionelle sunnitische Auffassung
Dschahannam wird im sunnitischen Islam grundsätzlich, analog zum Himmel, in sieben Etagen unterteilt, ausgehend von den sieben Höllentoren in Sure 15:44. Die Sünder werden je nach Schwere ihres Vergehens der jeweiligen Etage zugewiesen, wobei die unteren Etagen immer schlimmer sein sollen als die höheren. Die Ulama sind sich uneinig, ob der Aufenthalt in der Dschahannam ewig andauert. Grundsätzlich gilt, dass der Aufenthalt in Dschahannam nur für Muslime begrenzt ist und der Reinigung dient. Ob auch Nicht-Muslime der Dschahannam wieder entkommen, ist umstritten (siehe: Dschanna im Koran).
Eine typische Unterteilung der Dschahannam lautet wie folgt:
- 1) Ein Feuer für die Sünder unter den Muslimen
- 2) Ein Inferno für die Christen
- 3) Bestimmungsort für Juden
- 4) Ein brennendes Feuer für Abtrünnige
- 5) Ein Ort für Hexen und Wahrsager
- 6) Ein Ofen für die Ungläubigen
- 7) Ein bodenloser Abgrund für die Hochmütigen und Heuchler, die nach außen hin Muslime scheinen, aber im Inneren ungläubig wären.[5]

Die sieben Höllen weisen Ähnlichkeiten zu den „sieben Erden“ der islamischen Tradition auf. Bis zum jüngsten Tage befindet sich die Hölle in den unteren Erden als eine Art Unterwelt. Die Erden werden in der traditionellen islamischen Kosmologie wie folgt unterteilt:
- 1) Die Erdoberfläche, bewohnt von Menschen und Dschinn.
- 2) Der Wohnort des Windes. Von ihm gehen die Winde aus.
- 3) Die Vorkammer der Hölle. In ihr leben Wesen, deren Gesichter denen der Kinder Adams ähneln, aber ihr Mund ähnelt der Schnauze der Hunde, sie haben Hufe wie Ochsen und Ohren wie Ziegen.
- 4) In dieser Etage befindet sich der Schwefelstein zum Anheizen der Hölle. Er wird als ein Sumpf beschrieben, durch den flüssiger Schwefel fließt.
- 5) In der fünften Etage lauern riesige Skorpione auf die Ungläubigen.
- 6) Ein Verlies, in dem die Schriftrollen mit den Namen der zu peinigenden Seelen eingetragen liegen.
- 7) In der siebten Etage herrscht eisige Kälte. Auf dem Grund befindet sich Iblis, angekettet in der Mitte der Höllenengel. Mit Allahs Erlaubnis kann er die Hölle verlassen und an die Oberfläche kommen, um beispielsweise die Satane zu zügeln.[6][7]

Da man glaubte, die verschiedenen Ebenen der Hölle würden sich mit den Erdschichten decken, versuchten manche Gelehrte einen Eingang zur Unterwelt zu lokalisieren. Manche glaubten es wäre der schwefelhaltige Brunnen in Hadramaut, der auch von den Seelen der Verdammten heimgesucht wird. Andere lokalisierten das Tal von Gehinnom als Eingang.

## Schiitische Auffassungen
Die Zwölfer-Schia geht davon aus, dass das Verweilen derjenigen, die ewig in Dschahannam bleiben werden, auf ihre schlechten Absichten zurückzuführen sei: Hätten sie ewig auf der Welt gelebt, wären sie Allah gegenüber immer ungehorsam geblieben. Für die Paradiesbewohner gelte dasselbe in umgekehrter Weise. Ein Kāfir, der sich einem Mu'min gegenüber gütig verhalten habe, sei in Dschahannam jedoch vor dem Feuer geschützt: So schütze Allah einen solchen durch ein Haus aus Lehm.
Die Ismailiten glauben, mit Verweis auf Sure 11:106, dass der Aufenthalt eines Sünders in Dschahannam nicht für immer andauere, da Himmel und Erde nicht unaufhörlich währen. Dschahannam wird hierbei als eine mögliche Station der Seele auf dem Weg zu ihrer Vervollkommnung im Jenseits betrachtet.

## Ibaditische Auffassung
Laut der Interfaith Alliance besteht im ibaditischen Islam die Ansicht, dass sündige Ibaditen und alle Nicht-Ibaditen nach Dschahannam kommen. Dem Islamwissenschaftler Gavin Picken zufolge glauben die Ibaditen, dass Nicht-Ibaditen und Ibaditen, die große Sünden begingen ohne sie vor dem Tod bereut zu haben, für immer dort bleiben werden.

## Im Sufismus und der islamischen Mystik
In der mystischen Vorstellung des Islams, ist die Dschahannam Ausdruck der Entfernung zu Allah, denn die größte Strafe sei es, vom Geliebten fern zu sein.
Die Insassen der Dschahannam sind demnach bestraft durch ihre Gefangenschaft im eigenen Ego und der Illusion von Allah getrennt zu sein.
Mit der Furcht von der Trennung zu Allah lehnten manche Sufis auch das Begehren des Paradieses ab. Sowohl Paradies als auch Hölle, die beiden jenseitigen Welten, wären nur weitere Gegenstände, die den Suchenden von der Einheit Allahs (Tauhīd) ablenken würden. Abū Bakr asch-Schiblī wird zitiert auf den Gedanken vor höllischer Strafe gesagt zu haben: „Was soll ich mit den Flammen der Hölle machen? Meiner Meinung nach, Flammen und Hölle sind nichts als Zucker im Vergleich dazu von Allah getrennt zu sein.“
Bāyazīd Bistāmī wird nachgesagt, seine Seele habe die Ebenen des Paradieses durchquert, doch um Allah’s Präsenz zu erreichen habe er dessen Freuden widerstehen müssen. Da die Freuden des Paradieses nicht vergleichbar sind mit der Gegenwart Allah’s ignorierte er die Verführung. Die Hölle lehnt Bistāmī gleicherweise ab, würde die Hölle doch in Allah’s Gegenwart keine Macht haben und beruft sich dabei auf einen Hadith nachdem Allah das Verlangen der Hölle zum Erlöschen bringt. Seine herablassende Haltung gegenüber dem Paradies und der Hölle kommt unter anderem durch folgendes Zitat zum Vorschein: „Wenn du die Verdammten zu schroff strafst, werde ich die Insassen wissen lassen, dass das Paradies nur ein Spiel für Kinder ist.“ Damit droht Bistāmī der Hölle, wenn die Insassen der Hölle die wahre Natur des Paradieses kennen würden, würde ihr Leiden in der Hölle erheblich gesenkt werden.

## Auffassung der Ahmadiyya-Gemeinde
Nach der Vorstellung der Ahmadiyya-Gemeinde sind die Jenseitsbeschreibungen von Himmel und Hölle Metaphern für die seelischen Zustände. Grundsätzlich kommt jeder Mensch unabhängig von der Glaubensrichtung aus der Hölle wieder zurück, sobald er von seinen Sünden und Vergehen gereinigt wurde. Die Strafen in der Hölle werden als Manifestation der eigenen Vergehen vorgestellt.

## Literarische Erwähnung

### Durch die Wüste
In seinem Buch Durch die Wüste aus dem Jahr 1892 lässt Karl May seinen arabischen Helden Hadschi Halef Omar auf die Frage nach dem Aussehen und der Beschaffenheit der dort Dschehenna genannten Hölle antworten:
In der Dschehenna brennt das Nar, das ewige Feuer; dort fließen Bäche, welche so sehr stinken, daß der Verdammte trotz seines glühenden Durstes nicht aus ihnen trinken mag, und dort stehen fürchterliche Bäume, unter ihnen der schreckliche Baum Zakum (= Zaqqum), auf dessen Zweigen Teufelsköpfe wachsen...Ja...es ist schauderhaft! Der Beherrscher der Dschehenna ist der Strafengel Thabek. Sie hat sieben Abtheilungen, zu denen sieben Thore führen. Im Dschehennem, der ersten Abtheilung, müssen die sündhaften Moslemim büßen so lange, bis sie gereinigt sind; Ladha, die zweite Abtheilung, ist für die Christen, Hothama, die dritte Abtheilung, für die Juden, Sair, die vierte, für die Sabier, Sakar, die fünfte, für die Magier und Feueranbeter, und Gehim, die sechste, für Alle, welche Götzen oder Fetische anbeten. Zaoviat aber, die siebente Abtheilung, welche auch Derk Asfal genannt wird, ist die allertiefste und fürchterlichste; sie wird alle Heuchler aufnehmen. In allen diesen Abtheilungen werden die Verdammten von bösen Geistern durch Feuerströme geschleppt, und dabei müssen sie vom Baume Zakum die Teufelsköpfe essen, welche dann ihre Eingeweide zerbeißen und zerfleischen.
Dabei ist zu berücksichtigen, dass der Schriftsteller seine Angaben aus schriftlichen Quellen des 18. und 19. Jh. bezog. Erst 1899/1900 bereiste Karl May den Orient.